# Eothoracosaurus
Eothoracosaurus is een geslacht van uitgestorven gavialen. Fossiel>en van Eothoracosaurus zijn alleen bekend van het Laat-Krijt (Vroeg-Maastrichtien en misschien Laat-Campanien) uit Noord-Amerika. De naam betekent voor (eo) de Thoracosaurus.

## Uiterlijke kenmerken
Voor een gaviaalachtige had Eothoracosaurus een korte, dikke snuit. Dit was een kenmerk dat hij met de Crocodylidae deelde. Eothoracosaurus was gebouwd voor het leven in zee en had dan ook een krachtige staart. De puntige, spijkerachtige tanden laten zien dat het een piscivoor (viseter) was. Eothoracosaurus leek het meest op het huidige geslacht Tomistoma binnen de gavialen.

## Classificatie
Eothoracosaurus was een van de oudste en meest basale gaviaalachigen. Zoals de naam al zegt was Eothoracosaurus vermoedelijk de directe voorouder van Thoracosaurus, een nauw verwant geslacht uit het Laat-Maastrichtien tot Laat-Danien. Verder was hij verwant met andere primitieve leden van de Gavialidae als Eosuchus. Waar Eothoracosaurus zelf uit ontstaan is is niet bekend.

## Ecologie
Eothoracosaurus leefde samen met verschillende soorten haaien als Otodus en Squalicorax, de krokodilachtige chorestodire Champsosaurus (zie afbeelding, onderste dier), de zeeschildpad Toxochelys, de plesiosauriër Dolichorhynchops (zie afbeelding, middelste dier) en de mosasauriërs Plioplatecarpus en Globidens.